# Ján Šebestian
Ján Šebestian (* 24. ledna 1948) byl slovenský a československý politik a bezpartijní poslanec Sněmovny národů Federálního shromáždění za normalizace.

## Biografie
K roku 1981 se profesně uvádí jako obvodní montér.
Ve volbách roku 1981 zasedl do slovenské části Sněmovny národů (volební obvod č. 93 - Zbehy, Západoslovenský kraj). Ve Federálním shromáždění setrval do konce funkčního období, tedy do voleb roku 1986.